# Manifeste des Femmes pour le Ghana
 (août 2022).
La mise en forme du texte ne suit pas les recommandations de Wikipédia : il faut le « wikifier ».
Les points d'amélioration suivants sont les cas les plus fréquents. Le détail des points à revoir est peut-être précisé sur la page de discussion.
- Les titres sont pré-formatés par le logiciel. Ils ne sont ni en capitales, ni en gras.
- Le texte ne doit pas être écrit en capitales (les noms de famille non plus), ni en gras, ni en italique, ni en « petit »…
- Le gras n'est utilisé que pour surligner le titre de l'article dans l'introduction, une seule fois.
- L'italique est rarement utilisé : mots en langue étrangère, titres d'œuvres, noms de bateaux, etc.
- Les citations ne sont pas en italique mais en corps de texte normal. Elles sont entourées par des guillemets français : « et ».
- Les listes à puces sont à éviter, des paragraphes rédigés étant largement préférés. Les tableaux sont à réserver à la présentation de données structurées (résultats, etc.).
- Les appels de note de bas de page (petits chiffres en exposant, introduits par l'outil «  Source ») sont à placer entre la fin de phrase et le point final[comme ça].
- Les liens internes (vers d'autres articles de Wikipédia) sont à choisir avec parcimonie. Créez des liens vers des articles approfondissant le sujet. Les termes génériques sans rapport avec le sujet sont à éviter, ainsi que les répétitions de liens vers un même terme.
- Les liens externes sont à placer uniquement dans une section « Liens externes », à la fin de l'article. Ces liens sont à choisir avec parcimonie suivant les règles définies. Si un lien sert de source à l'article, son insertion dans le texte est à faire par les notes de bas de page.
- La présentation des références doit suivre les conventions bibliographiques. Il est recommandé d'utiliser les modèles {{Ouvrage}}, {{Chapitre}}, {{Article}}, {{Lien web}} et/ou {{Bibliographie}}. Le mode d'édition visuel peut mettre en forme automatiquement les références.
- Insérer une infobox (cadre d'informations à droite) n'est pas obligatoire pour parachever la mise en page.

Pour une aide détaillée, merci de consulter Aide:Wikification.
Si vous pensez que ces points ont été résolus, vous pouvez retirer ce bandeau et améliorer la mise en forme d'un autre article.
 (août 2022).
Le contenu est difficilement compréhensible vu les erreurs de traduction, qui sont peut-être dues à l'utilisation d'un logiciel de traduction automatique.
Le Manifeste des Femmes pour le Ghana (en anglais Women's Manifesto for Ghana) est une déclaration politique des femmes ghanéennes exigeant des droits et l'égalité. La déclaration a été proclamée en 2004 et continue à influencer dans le mouvement féministe du Ghana.

## Précédents
Le Manifeste a surgi à l'initiative des organisations de femmes au Ghana, spécialement de celles qui travaillaient pour un projet de loi contre la violence domestique et pour les élections de 2000. Il a également coïncidé avec une série d'assassinats de femmes en Acra, qui a déchaîné les protestations au Fort Christiansborg. Les activistes aussi s'opposaient à la création d'un Ministère des Affaires de la Femme, pensant qu'il isolerait les problèmes des femmes.
La campagne de mobilisation a été soutenue par NETRIGHT, le Réseau pour les Droits de la Femme au Ghana, et par ABANTU for Development, une ONG fondée par des femmes africaines en Europe,. Les organisatrices ont rejeté le soutien des donneurs qui voulaient faire changer les paramètres de la campagne.
Une réunion a été réalisée pour inviter les femmes des 110 arrondissements du Ghana afin d'identifier des similitudes et des différences dans les problèmes des femmes dans tout le pays. Le résultat de cette réunion est une longue liste de pratiques culturelles, tant l'inégalité dans le mariage et l'éducation, que le groupe voulait changer. Trois organisatrices ont dit dans un entretien qu'elles étaient surprises par la capacité du groupe pour atteindre un consensus sur les objectifs du mouvement des femmes à rédiger le document.

## Contenu
Le Manifeste demande une participation féminine égalitaire dans le gouvernement du Ghana, en exigeant que la législature soit composée d'au moins 30 % de femmes en 2008 et au moins 50 % de femmes en 2012. Il stipule également la participation féminine égalitaire dans le leadership des partis politiques.
Le document décrit aussi les conditions quotidiennes pour les femmes au Ghana, et exige que le gouvernement prenne des mesures pour garantir les droits humains des femmes dans l'objectif de 2010. Il exige que le gouvernement garantisse l'accès des femmes à un programme de santé sexuelle sûr et effectif, dont l'avortement,.
Le Manifeste reconnaît le rôle de l'inégalité économique dans le maintien de l'oppression des femmes et des personnes pauvres, et exige un investissement minimal pour tous les ghanéens,.
Le Manifeste décrit les besoins et les défis spéciaux des femmes avec handicap : difficulté pour accéder aux biens de premières nécessité et plus grande vulnérabilité aux abus sexuels.

## Lancement
Le Manifeste des Femmes pour le Ghana a été proposé au Centre International des Conférences d'Acra le 2 septembre 2004. Le document a reçu un important écho malgré la publication par le gouvernement de la proposition d'une nouvelle politique du genre la veille. Le manifeste cherchait à connaître et résoudre les problèmes affectant les femmes.

## Effets
Le groupe qui a élaboré le manifeste a formé la Coalition du Manifeste des Femmes, un groupe qui continue d'être actif dans la promotion des droits des femmes au Ghana. Depuis l'élaboration du Manifeste en 2004, le gouvernement du Ghana a approuvé la Loi contre la violence domestique, la Loi sur la traite des êtres humains et la Loi sur le handicap, et il a interdit la mutilation génitale féminine. La Coalition, avec NETRIGHT, a réalisé des manifestations en 2007 pour protester contre l'exclusion des femmes de la célébration du 50ème anniversaire de l'indépendance du Ghana.